# Eric Ash
Eric Albert Ash (31 janvier 1928 – 22 août 2021) est un ingénieur électricien britannique, ancien recteur de l'Imperial College et président de l'IEE. Il est élu membre international de l'académie nationale d'ingénierie des États-Unis en 2001 pour ses innovations en optique et acoustique et pour son leadership en éducation[Quoi ?].

## Jeunesse et éducation
Eric Ash est né Ulrich Asch à Berlin de Dorothea Cecily (Schwarz) et Walter J. Asch,, un avocat juif. La famille émigre en Angleterre en 1938 pour échapper au nazisme. Il fait ses études à la University College School et, à 17 ans, remporte une bourse pour l'Imperial College de Londres. Après avoir obtenu son diplôme en génie électrique, il poursuit ses études par des recherches doctorales. Son directeur de thèse est Dennis Gabor, un physicien lauréat du prix Nobel, et sa thèse est publiée sous le titre Electron Interaction Effects (1952). Il travaille sur les tubes micro-ondes en tant que boursier Fulbright à l'université Stanford pendant deux ans avant de retourner en Angleterre pour poursuivre ce travail au Standard Telecommunications Laboratory de Londres.

## Carrière et recherches
Ash rejoint le Département de génie électronique et électrique du Collège universitaire en 1963 et devient professeur titulaire en 1967. Il est nommé chef de département et titulaire de la chaire Pender en 1980. Il est élu membre de la Royal Society le 17 mars 1977 et reçoit sa médaille Clifford Paterson peu de temps après. Il est élu membre de la Royal Academy of Engineering en 1978. Il travaille sur des problèmes d'électronique physique, de traitement du signal ultrasonore et d'imagerie. Il remporte le prix Marconi en 1984 « pour son leadership dans la technologie électronique, notamment les dispositifs à ondes acoustiques de surface et les communications par fibre optique ». Il remporte la Médaille royale en 1986, « en reconnaissance de ses recherches exceptionnelles sur la microscopie acoustique menant à des techniques entièrement nouvelles et à des améliorations substantielles de la résolution des microscopes acoustiques ». Il remporte également la médaille Faraday de l'Institution of Electrical Engineers. Il est aussi membre senior et membre à vie de l'Institute of Electrical and Electronics Engineers (une organisation basée aux États-Unis qui complète l'IET).
Ash devient recteur de l'Imperial College en 1985. Il siège au conseil d'administration de British Telecom en tant que membre non exécutif[Quoi ?] de 1987 à 1993. En 1988, il est président de l'IEE pendant un an. En 1987, il est nommé membre honoraire de la Royal Microscopical Society.
Après avoir pris sa retraite en tant que recteur en 1993, Ash est professeur émérite au département de physique du University College, de 1993 à 1998, travaillant sur la technologie éducative. Il est PDG de la Student Loans Company de 1994 à 1996, restant administrateur non exécutif[Quoi ?] de la société jusqu'à la fin août 2000.
Ash est trésorier et vice-président de la Royal Society de 1997 à 2002. Il est également administrateur d'un certain nombre d'autres organisations, dont l'Afghan Educational Trust le Dennis Rosen Memorial Trust, la Royal Institution, le Science Museum de Londres et la Fondation Wolfson. Il est membre du Conseil consultatif de la Campagne pour la science et l'ingénierie et membre international de l'Académie nationale d'ingénierie des États-Unis.
En 2017, il est élu membre honoraire de l'Institute of Physics du Royaume-Uni.
Le 22 août 2021, Eric Ash meurt à son domicile à l'âge de 93 ans.